# Caméras Arriflex
Arriflex est une gamme de caméras de cinéma professionnelles, conçue à partir de 1937 par la firme allemande Arnold & Richter Cine Technik (devenue Arri). Déclinée en plusieurs modèles à partir de l'initiale Arriflex 35, elle offre une utilisation dans les deux principaux formats argentiques : le 35 mm et le 16 mm.

## Histoire
Dès leur première production de caméras, en 1924, les deux ingénieurs allemands August Arnold et Robert Richter mènent parallèlement leurs recherches au niveau de deux formats de pellicule argentique pour le cinéma : le 35 mm à deux rangées latérales de 4 perforations rectangulaires par photogramme, et le 16 mm, nouvellement lancé par George Eastman avec sa caméra Ciné-Kodak modèle A, à deux rangées latérales d’une seule perforation rectangulaire par photogramme. Leurs futures caméras argentiques offriront toujours une gamme 35 mm et une gamme 16 mm. 
Ils fondent une société qui deviendra Arri, fusion des premières lettres de leurs noms. Leur première caméra est la Kinarri, une caméra cylindrique, fortement inspirée de la caméra Akeley, déclinée en 35 mm, puis en 16 mm, dont l’appellation est une apocope du mot allemand Kinematograph, collée au nom de la société Arri.
Mais le succès viendra plus tard, après une longue étude d’un système de visée original. La plupart des caméras ont en effet un viseur clair, c’est-à-dire un long tube optique installé sur le côté et muni d’un objectif de focale identique à l’objectif de prise de vues. Avec le phénomène de défaut de parallaxe, l’écart entre l’axe de visée de ce tube et l’axe de la prise de vues elle-même peut être important et produire un cadrage de l’image ne correspondant pas à celui qui est désiré. Ce défaut peut être réduit en déviant le tube plus ou moins (selon la distance où se situe le sujet) grâce à un système de vis, dit de correction de parallaxe. Mais ce n’est jamais parfait et une partie de l’image désirée peut être amputée, ou au contraire un élément non désiré peut être inclus dans l’image malgré le talent du cadreur. 
Les deux ingénieurs ont l’idée d’utiliser l’obturateur à disque mobile, qui est une pièce mécanique fondamentale de la prise de vues cinématographique, lorsqu’il passe devant la fenêtre de cadrage du film et qu’il interdit à la lumière issue de l’objectif d’atteindre la pellicule pendant que les griffes la déplacent d’un pas. Ils munissent cet obturateur d’un petit miroir qui reçoit cette lumière perdue au moment du déplacement de la pellicule, donc de l’obturation, et la renvoie par un tube optique jusqu’à un œilleton sur lequel se penche l’opérateur. Il est donc ainsi possible de voir l’image visée, exactement telle qu’elle sera impressionnée sur la pellicule
C’est à partir de 1931 que des essais sont lancés. L’obturateur imaginé est à deux pales, chacune portant un miroir en deux parties séparées par un secteur noir. Ce secteur noir est ajouté par la suite pour atténuer un inconvénient secondaire de ce type de visée : le scintillement agaçant de l’image donnée par la visée lorsque la caméra fonctionne.  Le dispositif est usiné avec une précision de 2 µ (le micromètre est le millième du millimètre) car sa rotation parfaite — sans ballant — est indispensable. L’image est agrandie 10 fois dans le viseur, offrant au cadreur une confortable acuité visuelle.

## Succès international de l’Arriflex 35
Préférant sans doute oublier les sonorités exotiques de Kinarri, les deux industriels nomment la nouvelle caméra Arriflex 35 (du mot latin flexio, déviation), mise sur le marché allemand en 1937, avec une capacité maximale en pellicule de 120 mètres (4 minutes et demie à la cadence du cinéma sonore, soit 24 images par seconde). La tenue à la main de l’appareil est facilitée par la disposition originale du moteur électrique sur batterie : il est vertical, sous le boîtier, servant ainsi de poignée pour filmer sans avoir à déployer un trépied toujours encombrant.
L’utilisation de l’Arriflex 35 par l’armée allemande pour ses besoins de propagande sera favorisée par cette possibilité de portage, nécessaire pour les prises de vues en campagne. Après la défaite du Troisième Reich, les Américains récupèrent des exemplaires de l’Arriflex 35 et en font une copie : la Cineflex. Pour cette caméra, le moteur est installé sur le côté, de manière traditionnelle, et ne reprend donc pas à son compte l'audace du moteur Arri.

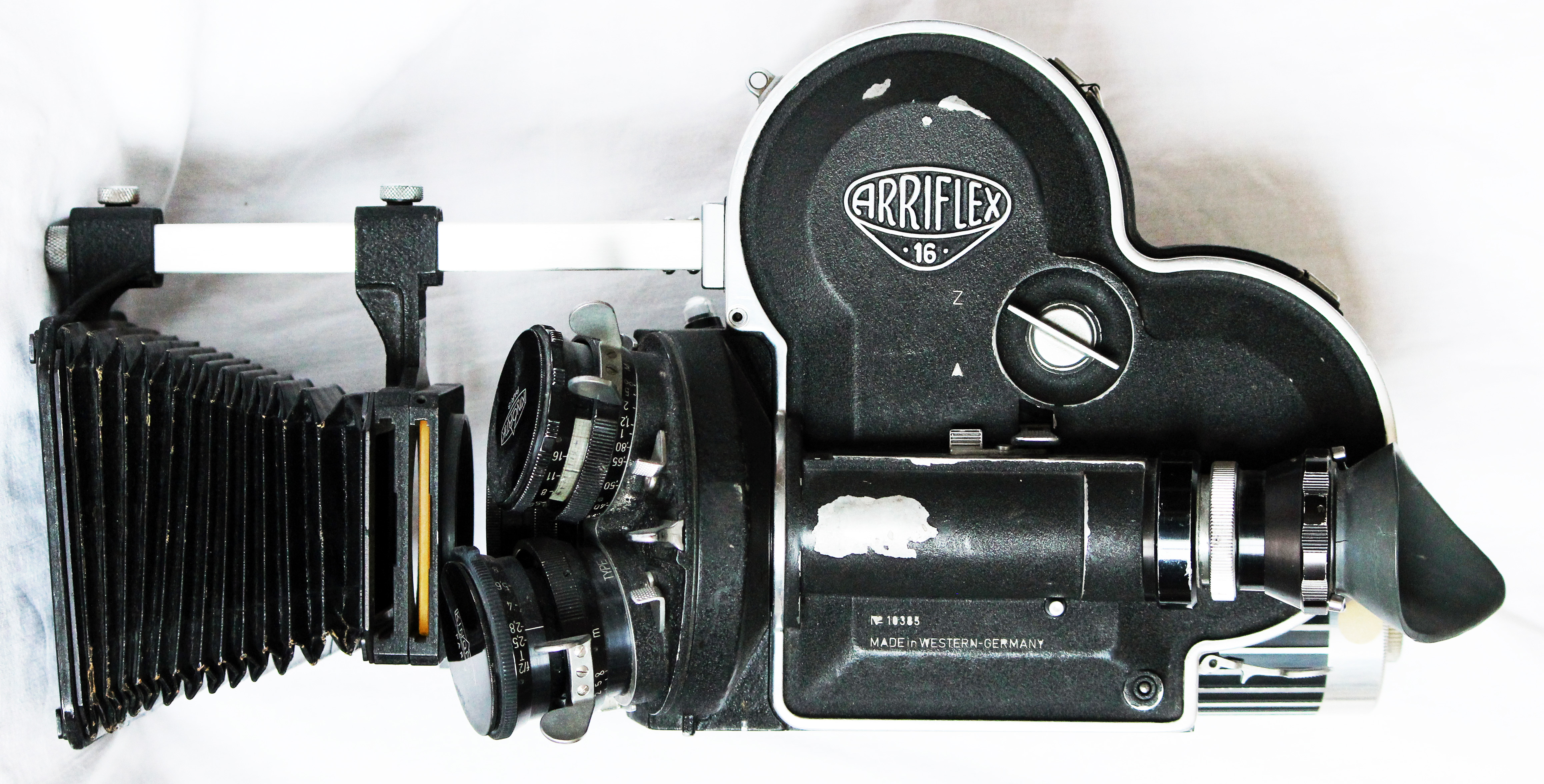
Arriflex 16 ST (1952)

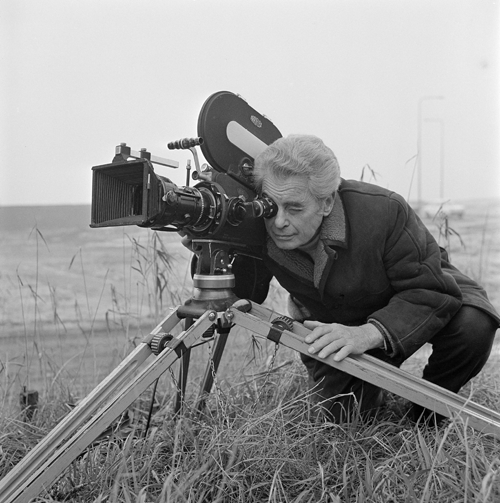
Le documentariste Joris Ivens à l'œilleton d'une Arriflex M 16 (1971).

Après la Seconde Guerre mondiale, et malgré la destruction de son usine par les bombardements alliés, la firme Arri reprend la fabrication de ses caméras en ajoutant quelques modifications sur le nouveau modèle, l’Arriflex 35 II, puis l’Arriflex 35 III. Ces appareils vont être diffusés dans le monde entier à plusieurs milliers d'exemplaires. En 1955, une Arriflex 35 IIB est présentée sous le nom d’Arricord, couplée avec un enregistreur de son sur bande magnétique perforée de 17,5 mm de large installé directement dans le blimp de la caméra. Le tout pèse 40 kg. Un blimp ("ballon dirigeable") est un caisson métallique recouvert intérieurement de tissus absorbant les sons (velours).
En 1951, Arri étudie la version 16 mm de l’Arriflex et la commercialise dès 1952. Cette Arriflex ST (standard) possède une même visée reflex, mais il est adapté à l’une des finalités de ce format : la légèreté, et son chargement en pellicule est réduit à des bobines de 15 ou 30 mètres (1 minute et demie ou 3 minutes à la cadence de 24 images par seconde). Plus tard, l’adaptation d’un magasin de 400 pieds (120 mètres) augmentera ses possibilités, et sera confirmée dans le modèle Arriflex M. L’Arriflex 16 ST est la caméra type des documentaristes durant de nombreuses années, elle a été vendue dans le monde entier à quelque 20.000 exemplaires. Comme sa sœur aînée en 35 mm, on peut la rendre apte aux prises de vues sonores directes en l'enfermant dans un blimp.

## L’Arriflexen fin de période argentique
D’autres modèles vont se succéder dans les deux formats.

### Arriflex 35
L'Arriflex 35 a été présentée comme une caméra d'actualités portative au Leipzig Trade Fare en 1937. Bien qu'initialement prévue, la caméra est arrivée trop tard pour être utilisée dans le film de propagande Les dieux du stade (1938) de Leni Riefenstahl, qui a donc été tourné sur une caméra Parvo. L'armée américaine a capturé quelques modèles et a amené cet appareil photo aux États-Unis dans les années 1940, où il a servi de prototype pour le Cineflex PH presque identique. 330.
En raison de son importance lors des images de la Seconde Guerre mondiale, les caméras Arriflex 35 ont ensuite été utilisées dans les procès de Nuremberg. L'Arriflex 35 original avait trois supports standard Arri sur une tourelle rotative. Le viseur était un tube fixe sur la porte de la caméra. Il utilisait des chargeurs de 200 pieds et de 400 pieds.
Le premier long métrage américain réalisé à l'aide d'un Arriflex 35 était « Les Passagers de la nuit » de Delmer Daves (1947).

### Arriflex 35 II
Ce modèle est sorti en 1946 et disposait de trois supports standard Arri. Il pouvait également charger des magazines de 400 pieds et disposait d'un simple mécanisme d'extraction à vis excentrique. ARRI a commencé à importer cet appareil photo aux États-Unis en 1947. L'Arriflex 35 II est devenu une camera couramment utilisée parmi les cinéastes de la Nouvelle Vague.

#### Arriflex 35 IIA
Introduit en 1953, l'Arriflex 35 IIA était doté d'un portail en film d'acier plus robuste. Il utilisait également un obturateur à 180° rendu possible par une conception de mouvement de came cardioïde plus efficace.

#### Arriflex 35 IIB
Sorti en 1958, ce modèle réduisait l'angle d'obturation à 165° et apportait quelques améliorations au viseur.

#### Arriflex 35 IIC
L'Arriflex 35 IIC a été introduit en 1963 et possédait un verre dépoli plus grand et un viseur mobile. Cela permettait également de filmer en anamorphose et de voir un cadre décompressé. C’est devenu un standard de la production cinématographique. Il était initialement livré avec 3 supports standard, tandis que les modèles ultérieurs (après 1965) avaient l'option de supports à baïonnette. Après 1980, beaucoup ont été convertis en front rigide avec un seul support PL.
Stanley Kubrick a utilisé l'Arriflex 35 IIC sur Orange mécanique (1971). Le Pan Arri 35 IIC avait une monture d'objectif compatible Panavision et était utilisé pour La Guerre des étoiles (1977).
Pour Titanic (1997), James Cameron utilise une caméra Arriflex 35 II C modifiée par Panavision pour les prises de vues sous-marines à grande profondeur.
Certains Arriflex 35 IIC ont été utilisés jusque dans les années 2010, par exemple dans Savages en 2012.

### Arriflex 35 BL

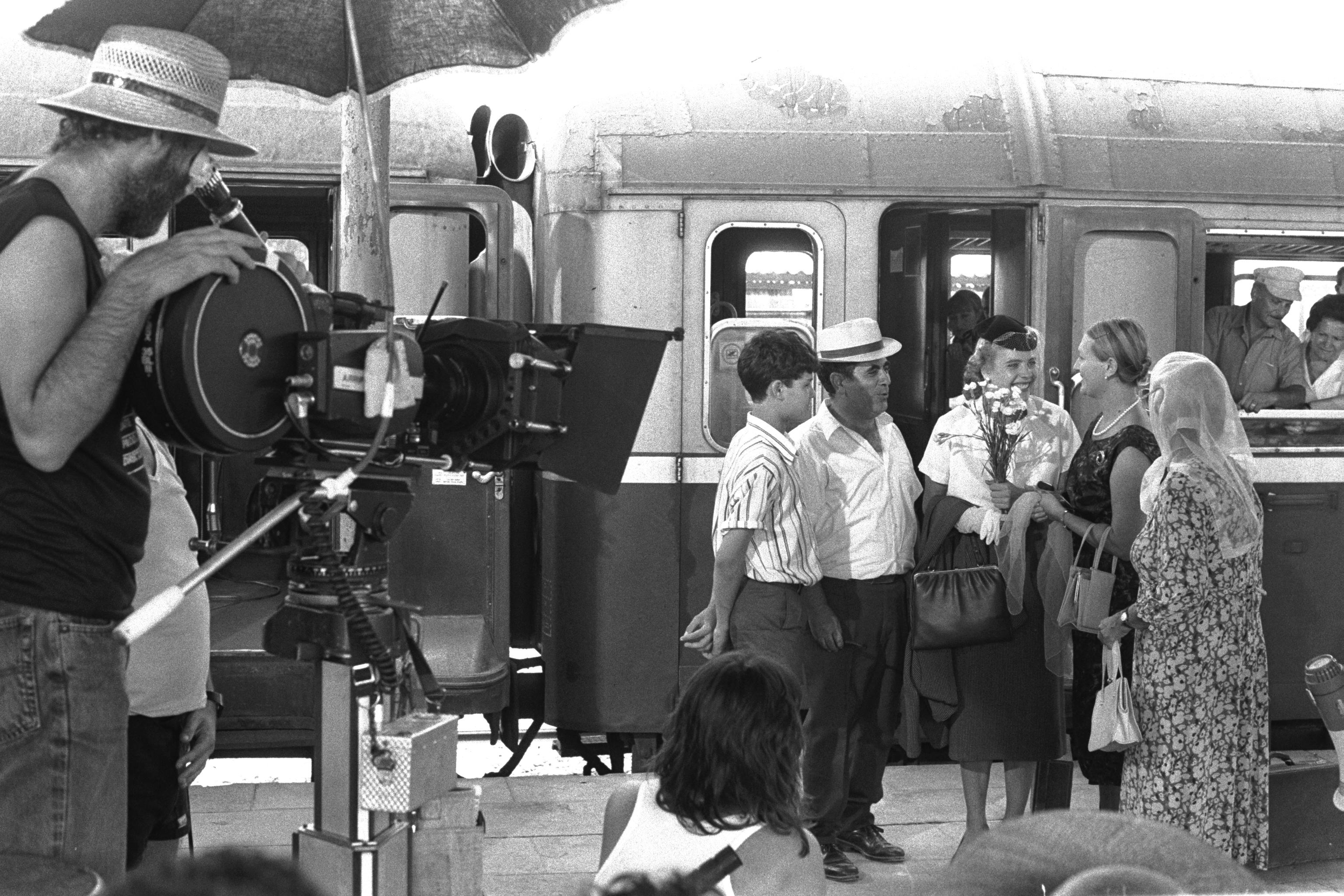
Tournage avec l’Arri 35 BL.

Modèle Arri des années 1970 et 1980, à l'instar de la caméra Éclair 16 pour le 16 mm, elle est la première caméra 35 mm dite autosilencieuse et portable. Néanmoins, comme l’Éclair 16, un blimp en tissu est nécessaire pour permettre les prises de son à bas niveau.
L’Arri 35 BL se décline sous plusieurs modèles (35 BL, 35 BL-II, 35 BL-III, 35 BL-IV et 35 BL-IVS). Elle est utilisée pour la première fois lors des Jeux olympiques de 1972 à Munich. Dans les dernières décennies du cinéma argentique, elle est la caméra de prédilection de certains réalisateurs, comme Claude Lelouch, habitué à de longs mouvements à l'épaule, ou Jean-Luc Godard qui apprécie particulièrement sa polyvalence. L’Arri 35 BL 1re version permet des cadences jusqu'à 100 images par seconde, ce qui nécessite un mécanisme d'entraînement muni d'une double griffe. Les versions plus récentes (à partir de la BL-III) sont équipées d'un obturateur variable (144°, 172.8°, 180°), et sont limitées à 50, 40, puis 32 images par seconde. 

### Arriflex 35 IIIC
L'Arriflex 35 IIIC est sorti en 1982. Il retirait la tourelle et ne comportait qu'un seul support PL, doté d'un moteur à poignée à synchronisation cristalline avec 12 V et 5 à 50 ips, avant et arrière. Cet appareil photo n'a pas connu le même succès que l'Arriflex 35 IIC, et seuls quelques modèles sont encore disponibles.

### Arriflex 435
Sa fabrication cesse en 1990, à l'introduction de la 535, fabriquée en matériau composite (plus léger)
Modèle développé en 1995 pour remplacer la série des Arriflex 35 III, elle a la particularité d'avoir un niveau de bruit relativement élevé par rapport aux standards des caméras de sa génération. En conséquence, l’Arri 435 est relativement peu utilisée lors de prises de vues en son synchrone. 
En revanche, sa conception est particulièrement bien adaptée pour des prises de vues muettes, en particulier lors des effets de changements de vitesse, comme l'accéléré, le ralenti ou la variation de vitesse pendant le plan. Si son champ d'application est large, ses particularités techniques la font utiliser pour le tournage de clips musicaux ou publicitaires, de plans de « seconde équipe », de prises destinées aux effets spéciaux et de motion control, entre autres. En 2006, l'Arri 435 est considérée comme la caméra 35 mm la plus demandée, par sa polyvalence, son ergonomie, sa compatibilité et sa disponibilité chez les loueurs. Son concurrent Panavision possède plus de 435 à la location que les loueurs Arri ; toutefois, les modèles disponibles chez Panavision sont connus sous le nom de Pan-435, à la suite d'une modification de la monture d'objectif en monture Panavision. L'Academy of Motion Picture Arts and Sciences a récompensé Arri d'un Oscar technique en 1999 pour sa conception de la 435.
- Arriflex 435 ES

En 1995, Arri commercialise deux modèles : la 435 et la 435 ES. La spécification "ES" désigne un contrôle électronique de l'obturateur, y compris en cours de prise de vues, dans une gamme continue de 11,2° à 180° avec une précision de 0,1°. Toutes les autres caractéristiques sont identiques à celles de la 435 : monture standard Arri PL, compatibilité Super 35 (format à hauteur de 3 perforations, dérivé du Superscope des années 1950). cadence en marche avant et arrière variable de 1 à 150 images par seconde (précision à 0,001 i/s). Magasin coplanaire à boucle fixe et compatibilité de la marche arrière avec les magasins Arri antérieurs, compatibilité totale avec les accessoires de l'Arriflex 535, time-code, grande maniabilité du viseur et adaptateur pour visée vidéo.
D'autres accessoires et fonctionnalités sont développés dans les années suivantes, comme les magasins steadicam (1996), une visée vidéo intégrée (1997), des magasins de 300 mètres (1998) et un mécanisme d'entraînement à trois perforations Super 35 (2000).
- Arriflex 435 Advanced

Modèle présenté en 2001, il est le résultat de plusieurs années de remarques des utilisateurs de la 435 : elle inclut plus de fonctionnalités augmentant sa polyvalence, comme une cadence minimale rabaissée à 0,1 i/s, l'intégration d'un système de motion control maison et un système de reconnaissance électronique d'objectif LDS (Lens Data System).
- Arriflex 435 Xtreme

Modèle de 2003, il présente de nouvelles fonctionnalités électroniques via le Functional Expansion Module (FEM). 

### Arriflex Arricam
Modèles développés en 2000, leur conception est issue des caméras Moviecam dont la firme autrichienne a été rachetée par Arri. Destinée à être utilisée pour la prise de vues en son synchrone, elle bénéficie de l'ingénieux système de balancier des Moviecam pour isoler phoniquement le mécanisme d'entraînement. Un modèle studio ST silencieux (niveau de bruit inférieur à 20dB SPL) et un modèle LT, moins lourd mais en contrepartie moins silencieux (bruit supérieur de 4 dB). Moteur à vitesse variable, sur le modèle ST, de 1 à 60 images par seconde en marche avant ; 1 à 32 images par seconde en marche arrière. Sur le modèle LT, de 1 à 40 images par seconde en marche avant ; 1 à 32 images par seconde en marche arrière.
Elle est équipée d'un obturateur à miroir à une seule pale, asservi électroniquement. L'angle d'obturation est variable en cours de prise de vues, de 180° à 11,2° avec un boitier de contrôle externe Arri SCU. Double griffe d'entraînement, deux contre-griffes de fixation, tout le mécanisme est monté sur silent bloc. La monture optique est équipée de contacts Lens Data System (LDS) en standard. Ces contacts permettent une communication entre le corps caméra et l'objectif (quand celui-ci possède aussi un système LDS) assurant un contrôle à distance de la valeur du diaphragme et de la profondeur de champ.

### Arriflex 535 A et B
Dernier modèle argentique, il présente une large palette de commodités électroniques, notamment avec le boîtier Arri UMC3 ou UMC4 qui offre la télécommande multi-postes pour la mise au point et le réglage du diaphragme. Une visée électronique lui être associée, qui permet ces contrôles à distance (à disposition du réalisateur et du premier assistant opérateur).
La visée directe est facilitée par une illumination du réticule délimitant le cadrage. Le viseur reflex est utilisable aussi bien à gauche qu'à droite de la caméra et l'œilleton peut être chauffé pour éviter toute apparition de buée causée par la sueur du cadreur. La 535 peut filmer de 3 à 50 images par seconde. Son obturateur, asservi par un boîtier Arri SCU, peut varier d'amplitude de 11 à 180° même en cours de prise de vues. Le magasin est du type coaxial, pouvant contenir en pellicule 400 ou 1 000 pieds (120 mètres, soit 4 minutes et demie ou 300 mètres, soit 11 minutes).

### Arriflex 235
Petite sœur des précédentes, mais deux fois moins lourde, l'Arriflex 235 possède une grande partie de leurs caractéristiques, avec cependant des différences : cadence de 1 à 60 images par seconde, obturateur réglable de 45° à 180°, magasin coplanaire de 120 mètres, 3 ou 4 perforations. Sa forme en accent circonflexe est adaptée à une tenue en équilibre sur l'épaule (comme la caméra Aaton). Ses concepteurs disent d'elle : « Les caméras sont notre flux vital, et une caméra film de ce type nous ramène quasiment à nos racines. »

### Arriflex 16 BL
Modèle très proche encore de la ST, elle est cependant dite "autosilencieuse" et n'autorise pas l'usage de bobines de 15 ou 30 mètres. Comme toutes les nouvelles Arriflex, son viseur permet de voir un peu plus large que l'image filmée (aux limites signalées par un cadre), ce qui permet de voir arriver un objet indésirable (une perche de micro par exemple) ou de contrôler l'entrée de champ d'un comédien. 

### Arriflex 16 SR 3
Modèle très léger en 16 mm et Super 16, elle a un obturateur réglable à l'arrêt de 45 à 180°, une griffe d'entraînement et une contre-griffe. Sa cadence de prise de vues s'échelonne de 5 à 75 images par seconde. Elle est moins "bruyante" que la précédente (28 dB à 1 mètre contre 31).

### Arriflex 416
Modèle super-léger de 5,5 kg, l’Arriflex 416 n'en possède pas moins de précieux perfectionnements inspirés de l’Arriflex 235 : cadences de 1 à 75 images par seconde, obturateur réglable de 45° à 180°. Bien insonorisée (20 dB à 1 mètre). Magasin de type coaxial de 120 mètres.

### Arriflex 765
Pour mémoire, un modèle au format 70 mm, c'est-à-dire en 65 mm à 5 perforations pour la prise de vues, est sorti en 1989. Pesant un peu plus de 30 kg, elle peut atteindre la cadence de 100 images par seconde. L'obturateur est réglable de 15° à 180°.